# Ferestraș cucuiat
Ferestraș cucuiat (Lophodytes cucullatus) este o specie de rață mâncătoare de pește din subfamilia Anatinae. Este singura specie existentă din genul Lophodytes. Denumirea genului provine din greaca veche lophos care înseamnă „creastă”, iar dutes înseamnă „scafandru”. Pasărea are un aspect izbitor; ambele sexe au creste pe care le pot ridica sau coborî, iar penajul de reproducere al masculului este frumos modelat și colorat.

## Galerie

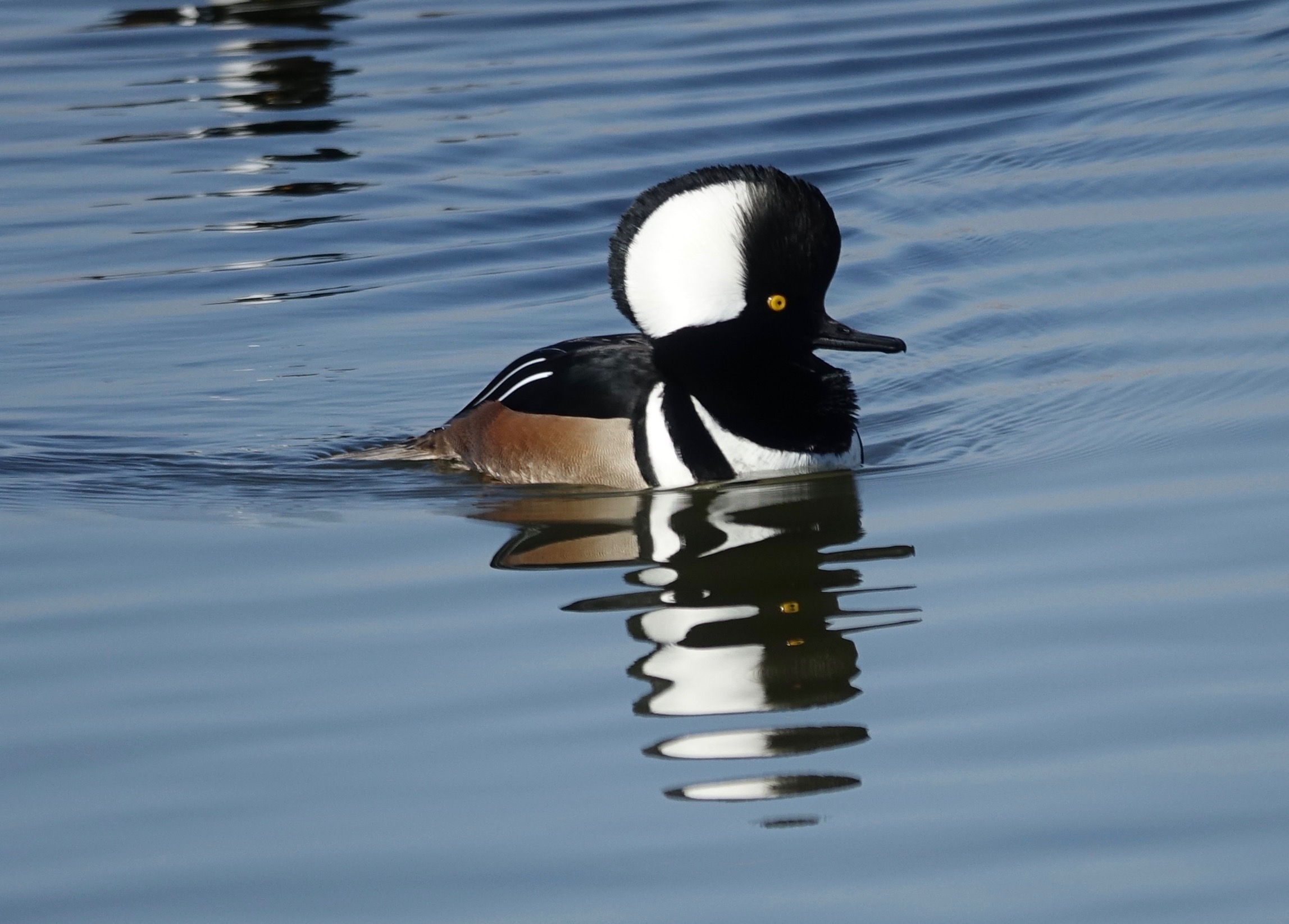
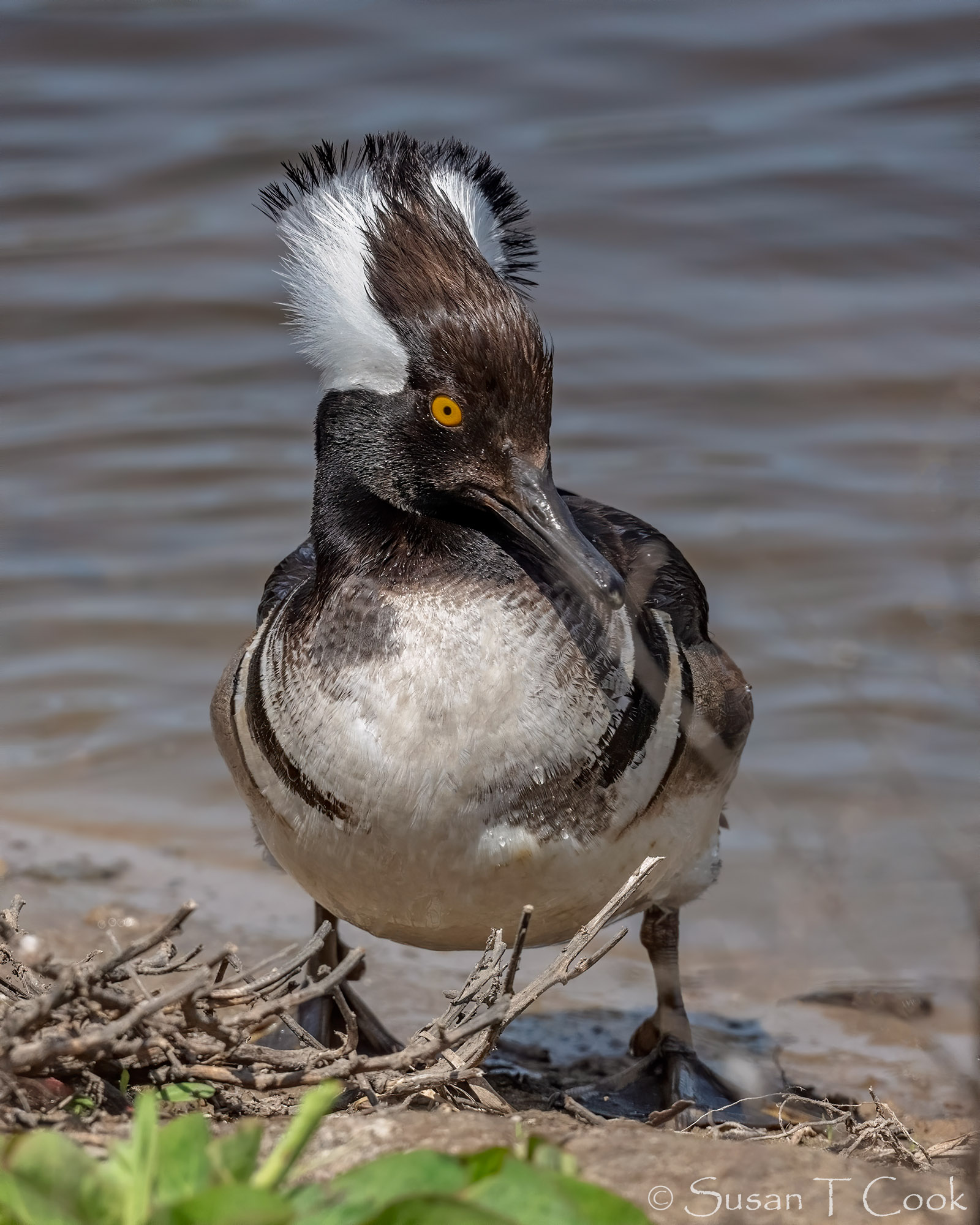
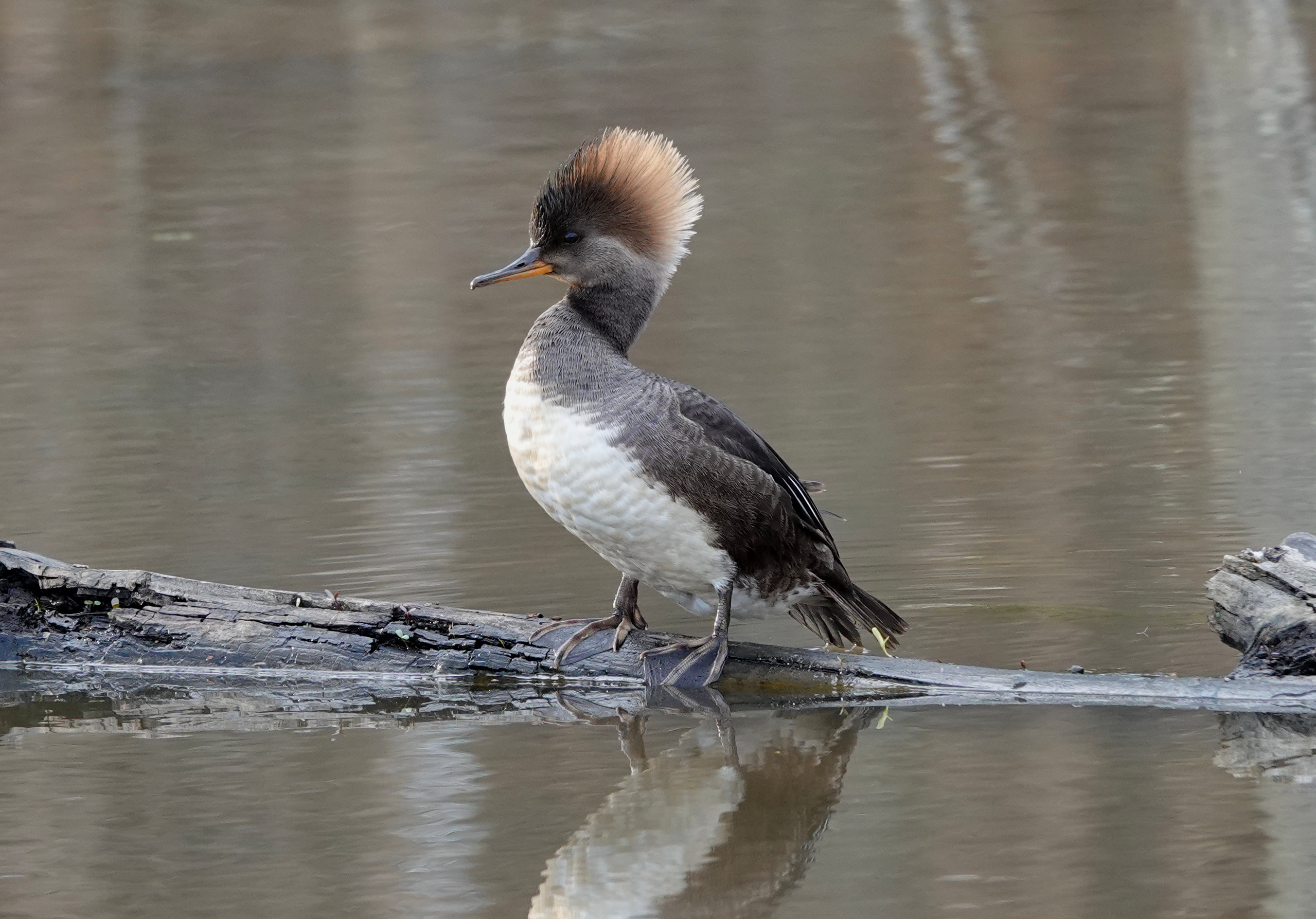
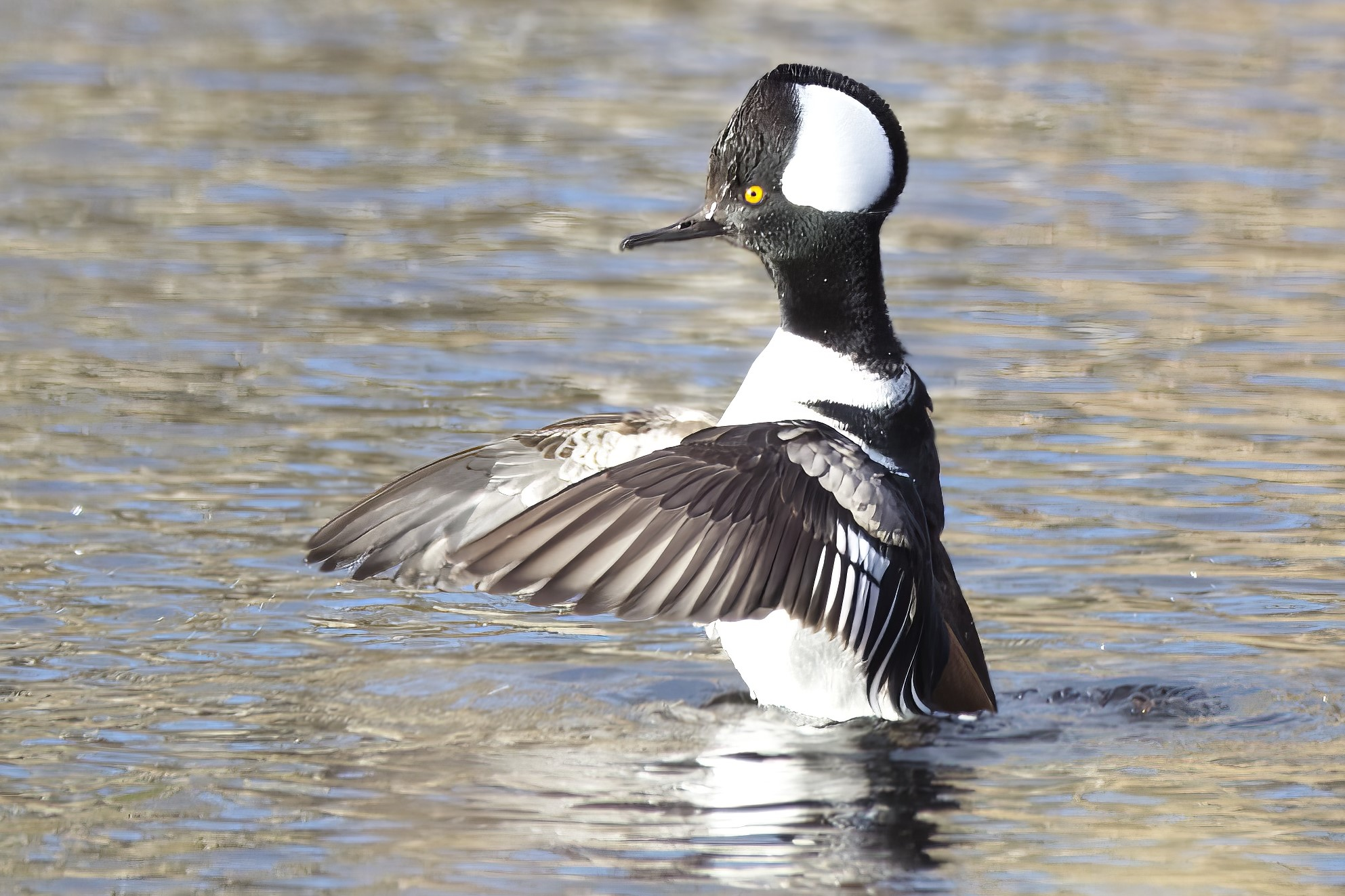
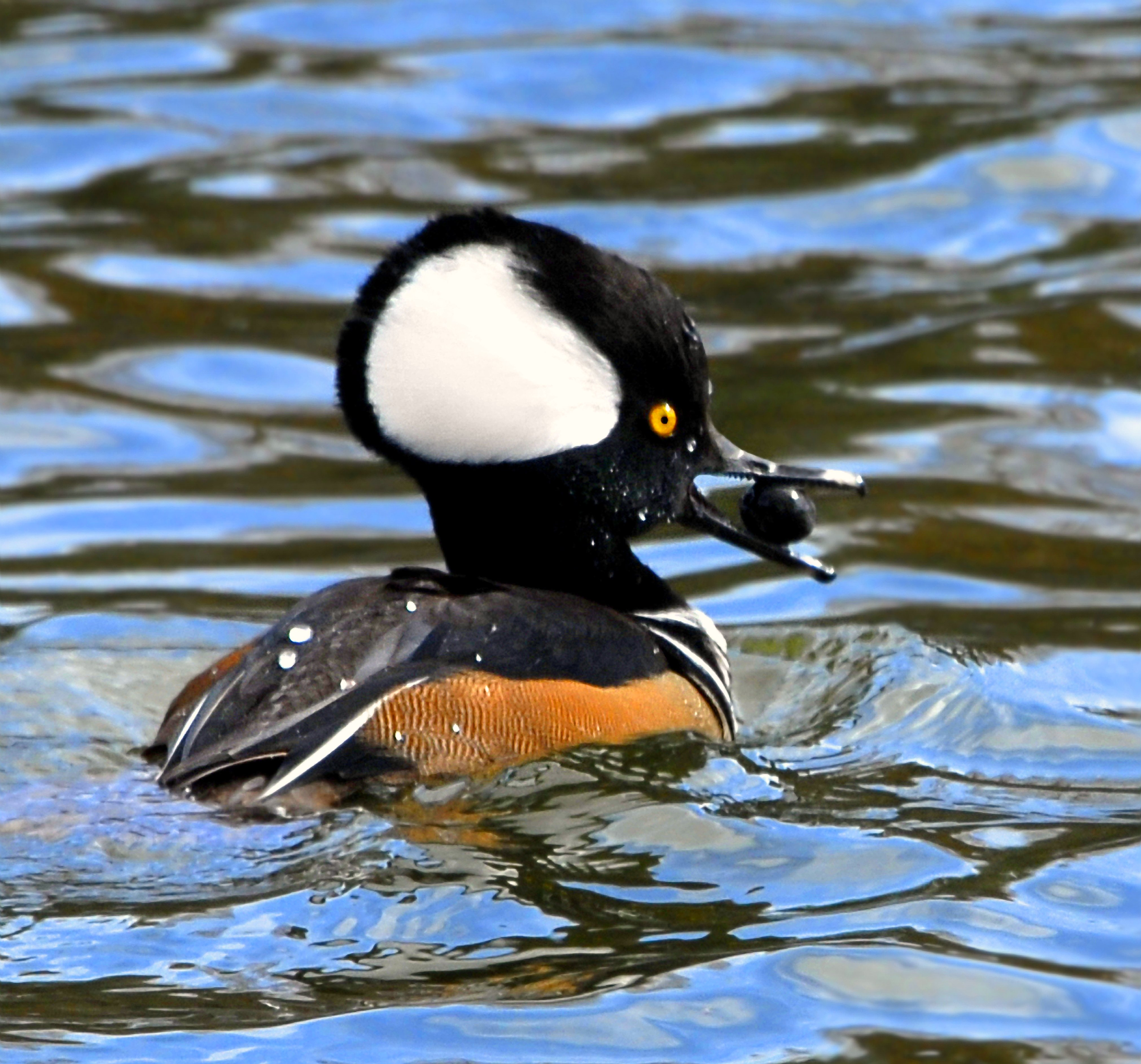
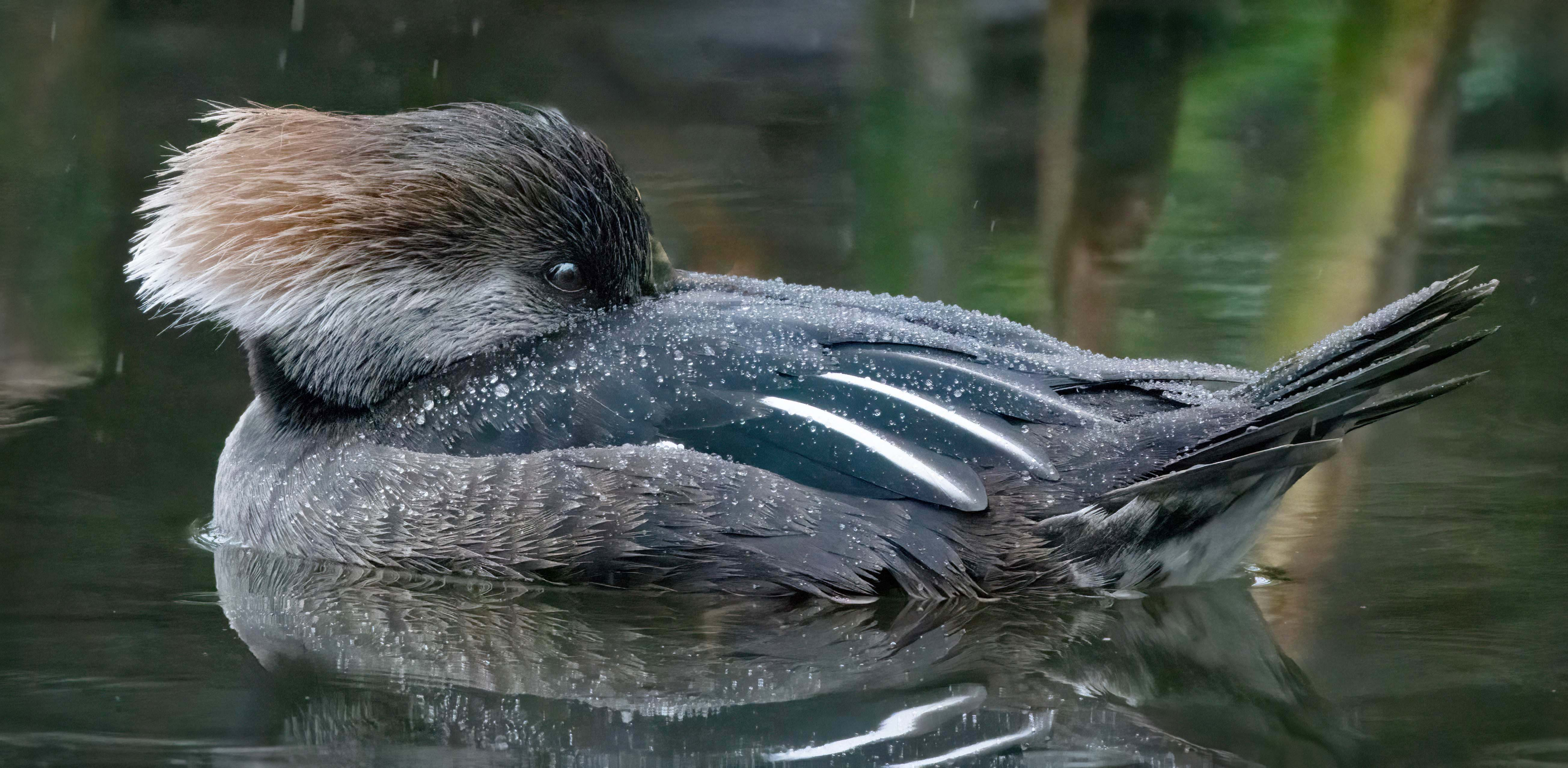
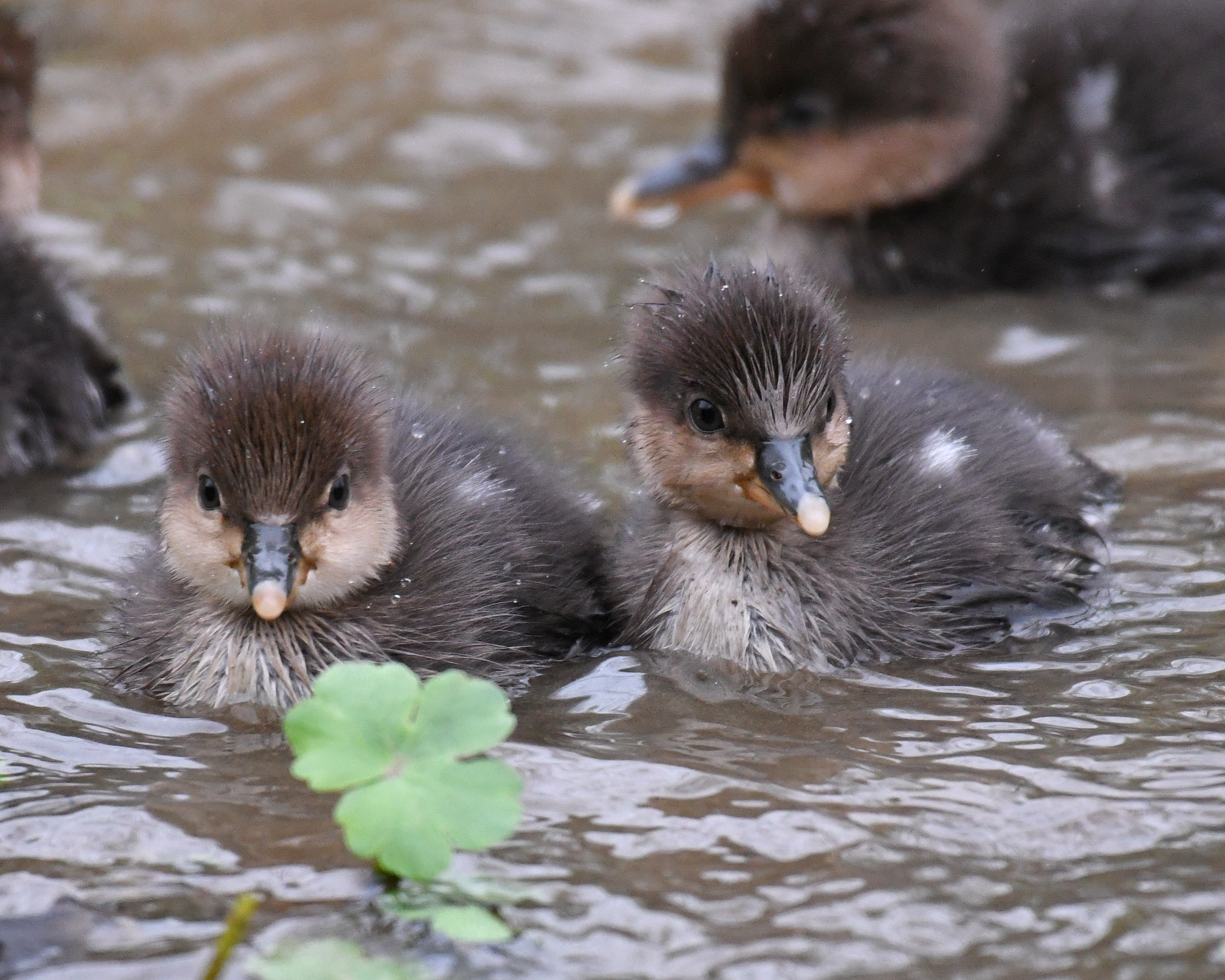
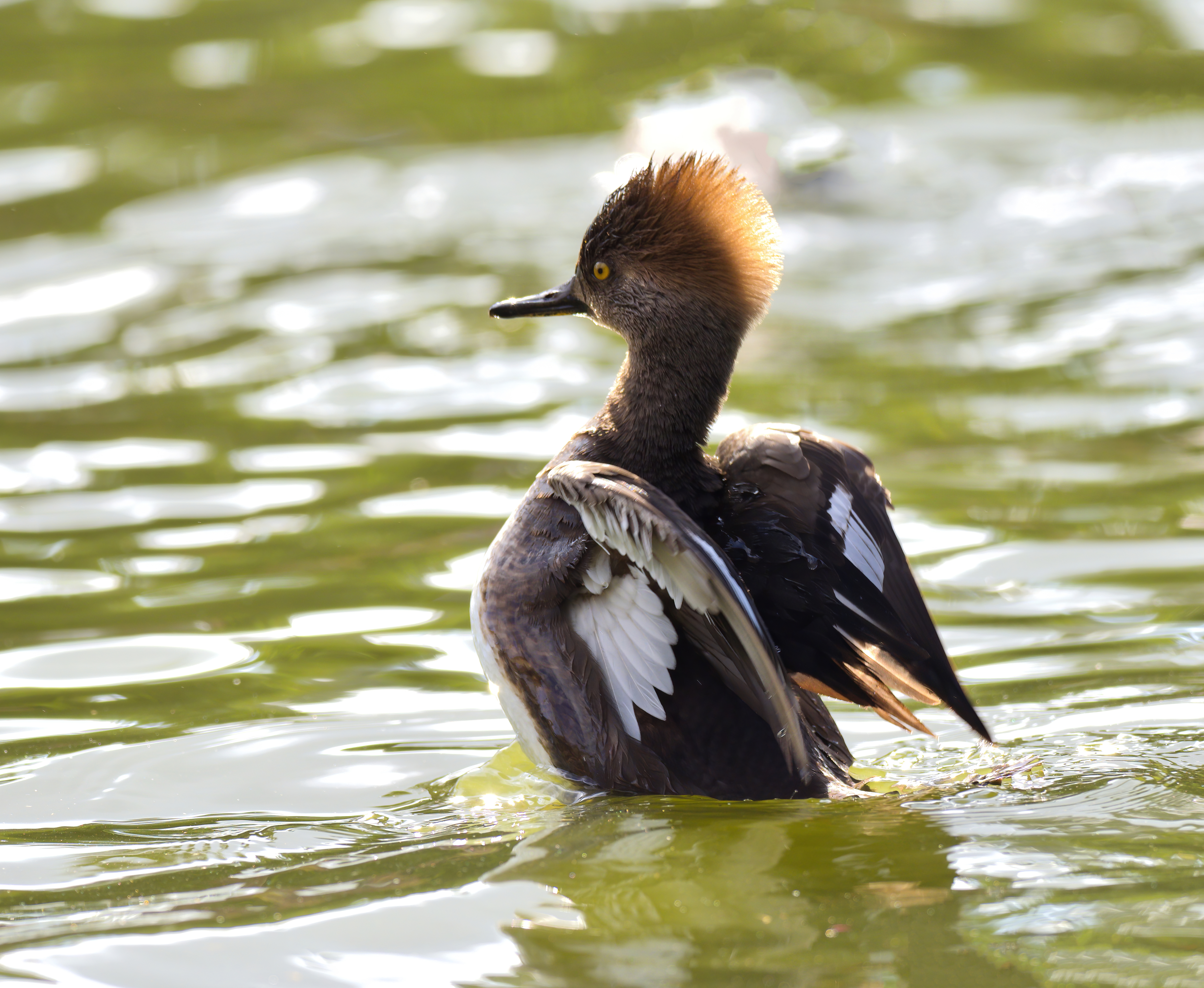